# Johan Clemens Tode
 Der er for få eller ingen kildehenvisninger i denne artikel, hvilket er et problem. Du kan hjælpe ved at angive troværdige kilder til de påstande, som fremføres i artiklen.

Johan(n) Clemens Tode (født 24. juni 1736 i toldstedet Zollenspieker ved Elben, død 16. marts 1806 i København) var en tysk/dansk digter og læge. Han var søn af tolder Johann Dietrich Tode og Agnesa Maria, født Schlöpke.

## Liv
Ved faderens død 1744 flyttede enken til Hamborg, og den opvakte søn kom i den latinske Johannisskole. I 1752 kom han i lære hos sin ældste søsters mand, der var dansk kirurg og regimentsfeltskær i Tønder, og ved dennes forflyttelse, først til Haderslev og derpå til Rendsborg, fulgte Tode med og fungerede på sidstnævnte sted som eskadronskirurg.
I 1757 kom han til København med god anbefaling fra svogeren til dennes tidligere lærer, Hans Friedrich Wohlert, som tog sig af den videbegærlige og livlige unge mands videre uddannelse, både i lægevidenskab og andre retninger. Wohlert var ham, siger Tode i sin selvbiografi, i alle henseender et mønster til efterfølgelse, af ham har jeg lært at foragte det Charlatanen, som endnu er alt for gængse, at spille den tavse Orakelrolle, som om man saa gjærne vilde holdes for en af de vise Mestre.
Wohlert benyttede ham som assistent i sin store kirurgiske og medicinske praksis, blandt andet til at våge hos syge af finere stand, og nætterne anvendte han til læsning i disse familiers biblioteker. Særlig tilfredsstillelse for sin uudslukkelige læsetrang fik han ved at komme i forbindelse med den bibliofile samler Terkel Klevenfeldt. Skønlitteratur dyrkede han med samme iver som lægevidenskaben, og han havde nemt ved at lære forskellige fremmede sprog.
I 1763 opnåede han ved Wohlerts hjælp ansættelse som rejsekirurg ved hoffet og kom derved i nær forbindelse med livmedikus Johan Just von Berger og livkirurg Braun, hvis yndest han vandt ved sit lyse hoved og altid muntre og spøgefulde sind. Således blev han 1765 bevilget et kongeligt rejsestipendium for at studere medicin i udlandet. Hans lærer Wohlert fandt, at hans Hoved var bedre end hans Haand, hvorfor han skulle bort fra kirurgien og ind på den lærde medicin.
Sammen med Schønheyder rejste han nu først til Leiden i Nederlandene, senere til Edinburgh, London og endelig til Paris. Ved hjemkomsten 1768 fik han en ny understøttelse for at kunne tage sin eksamen og doktorgrad (1769), og påbegyndte samtidig sit senere så frugtbare forfatterskab ved at udgive oversættelser på tysk af engelske medicinske forfattere.
I 1771 blev han selv hofmedikus ved forgængerens død og blev medlem af Collegium Medicum. I 1770 blev han læge ved Vartov og ved børnehuset, kort efter også ved det franske skuespillerselskab, og 1771 blev han en af de tre læger ved den nyoprettede plejeanstalt. Han blev nu i stand til at indgå ægteskab og giftede sig samme år med Johanne Sophie Schønfeldt, datter af en københavnsk borger.
I 1772 ledsagede han som hofmedikus dronning Caroline Mathilde til Helsingør, var medstifter af det medicinske selskab og fungerede i begyndelsen som dets sekretær, ligesom han oprettede det kirurgiske disputerselskab.
1774 stiftede han som medicinsk pendant til det foregående et Societas exercitatoria medica Hauniensis, og påbegyndte sit mest betydende lægevidenskabelige tidsskriftsforetagende med udgivelsen af sit Medicinisch-chirurgische Bibliothek, hvor han publicerede talrige afhandlinger, til dels af kritisk indhold med polemik mod forskellige, navnlig udenlandske forfattere og særlig mod den ligeledes stærkt polemiske professor Gruner i Jena.
Samme år blev han medicinsk professor ved universitetet og virkede derefter i en lang årrække som en påskønnet medicinsk docent i forskellige discipliner.
Ved akademiske disputationer udmærkede han sig ved sit lune og sin vittighed, hurtigt og skarpt blik og omfattende kundskaber.
Viser han sig i disse velmente hygiejniske reformbestræbelser som et barn af oplysningstidens filantropi, så træder det endnu tydeligere frem i de aktiviteter han fik sat i værk. Tode var hovedstifteren af Selskabet for Borgerdyd (1785), og da han blev uenig med sine bestyrelseskolleger, stiftede han snart efter Selskabet for Efterslægten. Han var endvidere medstifter af pigeskolen i Kronprinsensgade og drengeskolen i Pilestræde, hvor det senere Schouboes Institut udviklede sig.
I 23 år var han designeret (ulønnet) professor. Først 1796 opnåede han et årligt gratiale af 300 rigsdaler for at holde praktisk-medicinske forelæsninger for kirurgerne, og da han 1797 var svagelig efter et apoplektisk anfald, blev gratialet forhøjet.
1800 valgtes han til universitetets rektor. Trods svageligheden bevarede han sin ånds spændstighed,og da hans højre hånd vedblev at være lammet, øvede han sig i at skrive med venstre hånd. Lidt efter lidt tog svækkelsen dog overhånd, og dertil kom mere derangerede huslige forhold. Hustruen forfaldt efterhånden til druk, og heller ikke af de to børn, en søn og en datter, havde han megen glæde.
1805 fik han sin afsked fra universitetet, men med bibeholdelse af sine indtægter og kun med fradrag af 200 rigsdaler til den akademiske fond. Hans økonomiske stilling blev imidlertid stadig mere fortvivlet, nogen god økonom havde han aldrig været. Under tiltagende nød og elendighed sygnede han hen, indtil døden i 1806 befriede ham fra kvalerne.
Efter hans død viste det sig, hvor skattet han havde været. Fra alle sider kappedes man om at hædre hans minde i nekrologer og mindedigte. Ved indsamling blev hans buste anbragt i det antropologiske museum, og et smukt gravmonument rejstes på Assistens Kirkegård for Lægen, Digteren, Menneskevennen.
Hans kendte, af Jens Juel malede Portræt (1787) er gengivet i kobberstik i Lahdes Samling af fortjente danske Mænds Portraiter.

## Todes værker og litterære samtid
J. C. Tode var en moden mand, før han kom ind på den skønlitterære bane. I 1772 begyndte han udgivelsen af et kritisk tidsskrift: Blandinger. Det indeholdt bl.a. kritik af Wessels Kierlighed uden Strømper. Tode er ikke sikker på, om dette stykke skal være alvorlig ment eller en parodi. Det synes ikke at spå godt om hans fremtidige virksomhed som kritiker, men heldigvis gik spådommen ikke i opfyldelse.
Tode tager ganske vist også senere adskillige gange fejl i sin dom over litterære arbejder, men i mange tilfælde virker hans kritik velgørende ved den sunde sans, de afslører, og ét fortrin havde han: han var ikke partisk og tilhørte ikke nogen klike.
Da Baggesens "ungdomsarbejder" udkom (1791), var kritikkens tone over for dette ejendommelige værk gennemgående noget kølig; men Tode erklærer i en anmeldelse, at Baggesen vil nok blive mest berettiget til at kaldes de levende danske Poeters Konge, hvilket var rigtig. Tode var ikke bange for at binde an med de mest forskelligartede emner, han anmeldte religiøse skrifter, filosofiske afhandlinger m. m.
Tode var meget produktiv som udgiver af tidsskrifter, men adskillige af dem var temmelig kortlivede: af Blandinger kom der saaledes kun 7 Numre. Derefter fulgte Kjøbenhavns Universalmagasin (1784), Hertha (1789), Freya (1789-90) og Valhalla (1790-91). Disse er nærmest af blandet, underholdende art.
Af egentlige anmelder-tidsskrifter udgav han, i forbindelse med nogle andre, Kritik og Antikritik; han fratrådte dog som redaktør allerede ved slutningen af 1. bind (1787), dels fordi nogle meget konservative teologiske medarbejdere fik afgørende indflydelse, dels vel også fordi han var for meget af en enspændernatur til at kunne arbejde sammen med andre.
I 1790 begyndte han alene på et nyt kritisk tidsskrift: Kritik og Analyse. Året efter startede han det litterære månedsskrift: Iris (1791-95), der blev fortsat som Iris og Hebe (1796-1800).
Tode var, som allerede bemærket, en løsgænger i datidens litterære verden, han afskyede kliker. "Fremskridtsmændene" havde i midten af 1780'erne erobret det eneste betydelige kritiske tidsskrift, Lærde efterretninger, og derved kunne de næsten uantastet beherske den litterære kritik. Dette herredømme blev Tode meget harm over, og han rettede i Et lidet Bidrag til den danske Litteraturs og Kritiks Historie i de sidste 7 Aar (1788) et skarpt angreb på den kreds, som regerede Lærde Efterretninger, og det var som en modvægt mod det, at han det foregående år havde begyndt Kritik og Antikritik.
Tode var i sin kritik og litterære afhandlinger en virkelig kraft i tidens litteratur; han var det på grund af sin ligevægtige natur, sit lune og sin uafhængige stilling, der tillod ham at rette hug mod både de stokkonservative og de radikale.
Han begyndte som skønlitterær kritiker, men endte med selv at optræde som digter. I 1782 udgav han et skuespil, Søofficererne, det var med dette stykke og Rahbeks to år før udgivne stykke Den unge Darby, at det moraliserende drama holdt sit egentlige indtog i dansk litteratur. Stykket vakte opsigt, samme år, som det var udgivet, udkom der to forkortede udgaver, og det følgende år blev det oversat til tysk.
Da Tode først var begyndt, skrev han både moraliserende skuespil og syngespil, både på dansk og tysk: Raadførslerne (1783), Ægteskabsdjævelen eller Bankerotten (1783), Halmkuren (1784), Mændenes nye Skole (også 1784), Husarerne, et Syngestykke (1794), Natur und Liebe (også 1794) o. a.; men ingen af disse værker opføres længere.
Dette er derimod tilfældet med et andet værk. Allerede i 1771 var han begyndt på en oversættelse af Smolletts romaner, og han oversatte efterhånden de fleste af dem. Dette bekendtskab med de engelske humorister, fik stor betydning for hans udvikling. Det satte sit præg på hans stil og fremstillingsmåde, særligt genkendeligt i en roman, som han i 1791-92 i Iris og som han kaldte Kjærligheds Nytte.
Som allerede titlen antyder, er også her det moraliserende element stærkt fremtrædende. Fortællingen skal godtgøre, at ren, sand kærlighed er det bedste middel til at bevare et menneske fra at komme ud i sædelige forvildelser.
Trods sin moraliserende tendens er romanen fri for den sentimentale tone, der f.eks. præger Rahbeks moraliserende fortællinger. Bogen vakte opsigt og fortjente det, allerede den samtidige kritik var klar over, at vi her havde fået den første danske originale roman. Tode udgav den senere i bogform på tysk under titlen Die drei Charlotten oder Geschichte dreier Tage (1798). Året efter udgav han et bind med Moralische Erzählungen.
Endnu kan tilføjes at Tode – man kunne fristes til at sige: selvfølgelig – var en populær visedigter; den mest kendte af hans sange er Vi Sømænd gjør ej mange Ord.
Hans samlede danske skrifter er udgivet 1793-1805 i 8 dele (I-II Poetiske Skrifter, III-VI Prosaiske Skrifter, VII-VIII Supplementbind).
Et udvalg af hans skrifter (2 Bind) er udgivet af J. C. Lange 1834 og en faksimile-udgave af hans populær-medicinske tidsskrift Sundhedstidende udkom fra Seksjon for medicinsk historie på Universitetet i Oslo i 1991.

## Eksterne links
- C.L. Kilians Diætik for Tobaksrygere oversat af Tode i 1803 på Google Books
- Neue Dänische Grammatik für Deutsche fra 1800 af Tode på Google Books
- Kalliope: Johann Clemens Tode
- Johan Clemens Tode på Dansk Forfatterleksikon
- Rex, Det Kongelige Biblioteks database